# Ahmed Shihab-Eldin
Ahmed Shihab-Eldin (árabe: أحمد شهاب الدين) (nacido el 16 de septiembre de 1984) es un estadounidense-kuwaití de ascendencia palestina. También es periodista y columnista, y trabajó en Huffington Post y VICE. Fue reportero senior de Al Jazeera Plus desde 2017 hasta 2020. Produjo un documental nominado al Emmy.
En 2008, ganó un premio Webby por su proyecto de maestría en medios digitales, «Definiendo el punto medio: la próxima generación de musulmanes neoyorquinos».
En 2020, durante el confinamiento por el COVID, comenzó a orientarse hacia otras actividades creativas: creó una cuenta de parodia en la plataforma de vídeos cortos TikTok y sugirió que podría empezar a hacer podcasts. Respondió, en su personaje, a un video de la estrella de Instagram y YouTube Faiza Rammuny y se volvió viral, lanzando esta etapa de su carrera.
También promueve los derechos LGBT y trans en sus redes sociales y su periodismo.
En 2023 presentó Queer Egypt Under Attack para BBC News, centrándose en el tratamiento de las personas LGBT en Egipto.